# Mukut Mithi

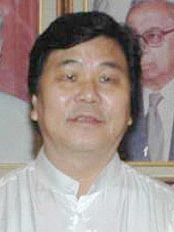
Mukut Mithi (30. Dezember 2006)

Mukut Mithi (* 1. Januar 1952 in Roing, Lower Dibang Valley, North-East Frontier Agency, heute: Arunachal Pradesh) ist ein indischer Politiker des Indischen Nationalkongresses (INC), der Mitglied der Rajya Sabha, des Oberhauses des indischen Parlaments, und zwischen 1999 und 2003 Chief Minister von Arunachal Pradesh war. Er war außerdem von 2006 bis 2008 Vizegouverneur von Puducherry.

## Leben
Mukut Mithi, Sohn von Kumso Mithi, begann nach dem Besuch der Ramakrishna Mission School ein Studium an der J. N. Agricultural University, das er mit einem Bachelor of Science (B.Sc.) beendete. 1983 wurde er für den Indischen Nationalkongress (INC) Mitglied der Legislativversammlung (Legislative Assembly), des Unterhauses des Parlaments des Bundesstaates Arunachal Pradesh, und gehörte diesem bis 2006 an. Er war zwischen 1985 und 1998 Minister in der Regierung von Chief Minister Gegong Apang und wechselte 1996 zum Arunachal Congress (AC), eine von Gegong Apang gegründete Regionalpartei. 1998 kam es zum Bruch mit dem Chief Minister und er bildete den Arunachal Congress (Mithi), den er allerdings 1999 wieder auflöste und dem INC erneut beitrat.
Als Nachfolger von Gegong Apang übernahm Mithi 19. Januar 1999 schließlich selbst das Amt als Chief Minister von Arunachal Pradesh und bekleidete dieses bis zum 2. August 2003, woraufhin Gegong Apang wiederum sein Nachfolger wurde. Anschließend war er zwischen August 2003 und Juni 2006 als Leader of Opposition Oppositionsführer in der Arunachal Pradesh Legislative Assembly.
Danach löste er Madan Mohan Lakhera am 19. Juli 2006 als Vizegouverneur von Puducherry ab und hatte diesen Posten bis zum 12. März 2008 inne, ehe am darauf folgenden 13. März 2008 Bhopinder Singh seine Nachfolge antrat. Am 27. Mai 2008 wurde er für den INC erstmals Mitglied der Rajya Sabha, des Oberhauses des indischen Parlaments, und gehörte dieser nach seiner Wiederwahl am 24. Juni 2014 als Vertreter von Arunachal Pradesh bis zum 23. Juni 2020 an. Am 23. Juni 2020 gab er sein Parlamentsmandat zurück und erklärte seinen Rückzug aus der Politik.
Aus seiner Ehe mit Pomaya Mithi gingen drei Söhne hervor.